# Jorge de Trebisonda
Jorge de Trebisonda, en latín Trapezuntius (Creta, 4 de abril de 1395 - Roma, 12 de agosto de 1486) fue un filósofo y humanista griego, uno de los pioneros del Renacimiento italiano.

## Biografía
Su familia procedía de la colonia griega de Trebisonda. No hay seguridad del momento en que llegó a Italia. Según algunas fuentes, Francesco Barbaro lo hizo venir a Venecia hacia 1430 como secretario; según otras, llegó para participar en el Concilio de Florencia de 1438-39.
Estudió latín con Vittorino da Feltre, y a los tres años ya enseñaba Literatura latina y Retórica. Fue un reputado profesor —entre sus discípulos figura el gran humanista español Alfonso de Palencia— y traductor de Aristóteles, hasta el punto de que el papa Nicolás V, gran admirador del estagirita, lo tomó a su servicio como secretario personal.
Jorge de Trebisonda fue detractor de Platón en su libelo Comparatio Aristotelis et Platonis, lo que le valió una inspirada réplica de Basilio Besarión. La ola de indignación levantada contra él por su Comparatio... pudo obligarle a buscar la protección de Alfonso V de Aragón, quien lo acogió en su corte de Nápoles.
Pronto llegó a Roma, donde en 1471 publicó una gramática latina que se hizo célebre. Se trataba de una versión modernizada del manual clásico del gramático latino Prisciano. Por otro lado, un tratado anterior acerca de los principios de la retórica griegos le granjeó cierta notoriedad, incluso por parte de sus antiguos detractores, que reconocieron su calidad. A pesar de su fama, murió en la pobreza en Roma, en 1486. 

## Obras
- Obras originales:
  - 1. Πρὸς τὸν ῾υψηλότατον καὶ Δειώτατον Βασιλέα Ῥωμαίων Ἰωάννην τὸν Παλαιολόγον, Epistola ad excelsissimum sacratissimumque Regem Romanorum Joannem Palaeologum.
  - 2. Πρὸς Ἰωάννην τὸν Κουβοκλήσιον περὶ τῆς ᾿εκπορεύσεως τοῦ Ἁγίου Πνεύματος, Ad Joannem Cuboclesium de Processione Spiritus Sancti.
  - 3. Περὶ τῆς ᾿εκπορεύσεως τοῦ Ἁγίου Πνεύματος, καὶ περὶ τῆς μιᾶς ἁγίας καθολικῆς Ἐκκλησίας, τοῖς ἐν Κρήτῃ Δείοις ἀνδράσι ἱερομονάχοις τε καὶ ἱερεῦσι, De Processione Spiritus Sancti, et de Una Sancta Catholica Ecclesia, Divinis Hominibus, qui in Creta Insula sunt, Hieromonachis et Sacerdotibus.Una página del libro X de los Comentarios acerca del Almagesto, por Jorge de Trebisonda. El diagrama de la izquierda es el modelo de la órbita del planeta Mercurio, a la derecha algunos datos sobre este planeta y el comienzo del párrafo sobre el planeta Venus.
  - 4. Rhetorica, Libri V

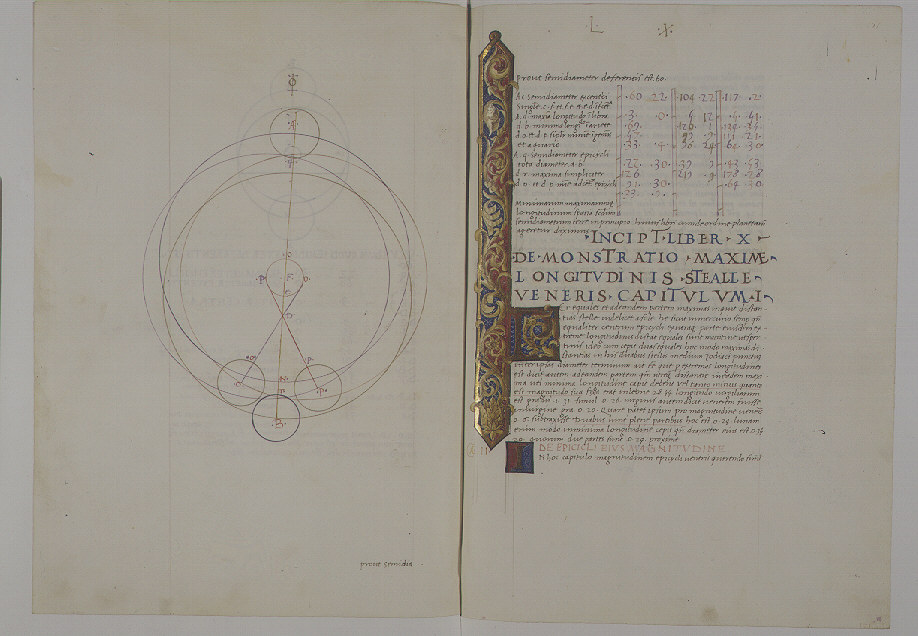
Una página del libro X de los Comentarios acerca del Almagesto, por Jorge de Trebisonda. El diagrama de la izquierda es el modelo de la órbita del planeta Mercurio, a la derecha algunos datos sobre este planeta y el comienzo del párrafo sobre el planeta Venus.

  - 5. De Octo Partibus Orationis ex Prisciano Compendium, (también De Octo Partibus Orationis Compendium)
  - 6. De Artificio Ciceronianae Orationis pro Q. Ligario
  - 7. Commentarius in Philippica Ciceronis
  - 8. Dialectica,
  - 9. Comparaitiones Philosophorum Platonis et Aristotelis
  - 10. De Antisciis in quorum Rationem Fata sua rejicit
  - 11. Cur Astrologorum Judicia plerumque falluntur
  - 12. Expositio in illud "Si eum volo manere donec veniam"
  - 13. In Claudii Ptolemaei Centum Sententias (o Centiloquium Commentarius)
  - 14. Acta Beati Andreue Chii
- Traducciones
  - 15. Eusebius Pamphili de Praeparatione Evangelica a Georgio Trapezuntio traductus,
  - 16. Joannes Chrysostomus super Matthaeum,
  - 17. Rhetoricorum Aristotelis ad Theodecion Libri Tres.
  - 18. Opus insigne Beati Patris Cyrilli Patriarchae Alexandriae in Evangelium Joannis,
  - 19. Joannis Chrysostomi de Laudibus et Excellentia Sancti Pauli Homiliae quatuor per Georq. Trapezuntium e Graeco traductae
  - 20. Praeclarum Opus Cyrilli Alex. qui Thesaurus nuncupatur,
  - 21. Almagesti Ptolemaei Libri XIII
  - 22. Scti Gregorii Nysseni De Vitae Perfection, sive Vita Moysis
  - 23. Scti Basilii Mayni adversus Apologiam Eunomii Antirrheticus, Libri V.
  - 24. Historia Sanctorum Barlaam et Josaphal

Tradujo, pero no publicó, algunas obras de Aristóteles (Problemata, Physica, De Anima, De Animalibus, De Generatione et Corruptione) y de Platón (De Legibus y Parmenides).